# Trecere de pietoni
O trecere de pietoni este un loc desemnat pentru ca pietonii să traverseze un drum sau o stradă. Termenul „traversare pentru pietoni” este folosit și în Convențiile de la Viena și de la Geneva⁠(d), ambele referindu-se la semnele rutiere și traficul rutier.
Trecerile de pietoni marcate se găsesc frecvent la intersecții, dar pot fi amplasate și în alte puncte de pe drumuri aglomerate, care ar fi altfel prea periculoase pentru traversare din cauza numărului, vitezei sau lățimii drumurilor. Acestea sunt adesea instalate în zone cu un număr mare de pietoni care încearcă să traverseze (cum ar fi în zonele comerciale) sau unde utilizatorii vulnerabili (cum ar fi copiii) traversează frecvent. Există reguli care reglementează utilizarea trecerilor de pietoni pentru a asigura siguranța; de exemplu, în unele zone, șoferii pot înainta doar după ce pietonul a trecut de jumătatea trecerii, iar în alte zone există legi împotriva traversării neregulamentare, care restricționează pietonii să traverseze în afara zonelor marcate.
Trecerile de pietoni semaforizate separă clar momentele când fiecare tip de trafic (pietoni sau vehicule) poate folosi trecerea. Trecerile fără semafoare oferă asistență pietonilor și, în funcție de localitate, le acordă prioritate. Trecerile de tip pelican⁠(d) folosesc semafoare pentru a menține pietonii grupați și vizibili pentru șoferi, asigurând traversarea în siguranță prin fluxul de trafic, în timp ce trecerile de tip zebră nu sunt controlate semaforizat și sunt mai potrivite pentru fluxuri mai reduse de trafic.
Trecerile de pietoni pot fi, de asemenea, utilizate ca o tehnică de calmare a traficului, mai ales atunci când sunt combinate cu alte elemente precum prioritizarea pietonilor, insule de refugiu sau suprafețe ridicate.

## Tipuri de treceri
- Treceri informale: Treceri care oferă prioritate egală traficului pietonal și vehicular.[1]
- Treceri de tip zebră: Formată din dungi alb-negru (asemănătoare unei zebre). Pietonii au, de obicei, prioritate față de traficul vehicular.
- Trecere controlată de semafor (trecere de tip pelican): Trecere cu butoane de apel, semafoare pentru pietoni și semafoare pentru trafic
- Trecere multi-utilizator (trecere de tip toucan): Trecere permisă și altor utilizatori decât pietonii, cum ar fi bicicliștii sau călăreții.
- Pasaj subteran pietonal (trecere subterană): Cale pietonală printr-un tunel sub un drum, care permite traversarea fără a întrerupe traficul pietonal sau vehicular.
- Pasarelă pietonală: Pod pietonal deasupra unei căi rutiere, permițând pietonilor să traverseze fără a întrerupe traficul vehicular.

## România
În România, legislația rutieră reglementează clar distanțele minime la care este permisă parcarea față de intersecții și trecerile pentru pietoni. Este interzisă oprirea sau staționarea vehiculelor la o distanță mai mică de 25 de metri înainte și după colțul intersecțiilor fără semaforizare sau indicatoare care să permită oprirea. 
Parcarea este interzisă la mai puțin de 25 de metri înainte și după trecerile pentru pietoni, fie ele semaforizate sau nesemaforizate

## Siguranță
Trecerea pietonală de tip zebră, fără alte măsuri de siguranță, poate crește accidentele pietonale cu 28% comparativ cu locațiile fără treceri. Totuși, dacă este amplasată pe o platformă ridicată, reduce accidentele cu 80%.
Pe drumuri cu mai multe benzi și un trafic de peste 12.000 vehicule/zi, trecerile marcate sunt mai periculoase decât cele nemarcate, dacă nu sunt instalate refugii mediane sau balize pietonale. Pe drumuri cu peste 15.000 vehicule/zi, trecerile marcate sunt mai periculoase decât cele nemarcate, chiar și cu refugii mediane.
Accidentele scad atunci când intersecțiile sunt degajate (vizibilitatea este îmbunătățită prin îndepărtarea mașinilor parcate).

### Degajarea intersecțiilor
Degajarea intersecțiilor este o strategie de design urban menită să îmbunătățească siguranța prin creșterea vizibilității în intersecții. Aproximativ 40-60% dintre accidentele pietonilor și bicicliștilor au loc în intersecții.
Asociația Națională a Ofițerilor de Transport Urban din America recomandă interzicerea parcării la o distanță de 6,1–7,6 metri de intersecții.